# Björk
 For alternative betydninger, se Björk (flertydig). (Se også artikler, som begynder med Björk)
 Der er for få eller ingen kildehenvisninger i denne artikel, hvilket er et problem. Du kan hjælpe ved at angive troværdige kilder til de påstande, som fremføres i artiklen.

Björk Guðmundsdóttir (født 21. november 1965 i Reykjavik, Island) er sanger og komponist, der optræder med sit fornavn som kunstnernavn. Hun er især kendt for sin udtryksfulde sangstemme og eklektiske sammensmeltning af pop, jazz, rock, EDM og klassisk musik . 

## Liv og karriere

### Opvækst og tidlig karriere
Allerede som 12-årig udgav hun sit første album – primært med islandske børnesange. Senere voksede hendes musikalske interesse og i begyndelsen af 1980'erne var hun med til at danne bandet KUKL og blev gift med guitaristen Thor Eldon. 
Den 8. juni 1986 fik hun en søn og dannede samtidig bandet Sykurmolarnir (internationalt bedre kendt under det engelske navn The Sugarcubes). Bandet havde middelmådig succes frem til 1992, hvor det blev opløst. 

### Solokarriere
Björk fulgte nu sit eget spor i et samarbejde med produceren Nellee Hooper fra Massive Attack – et frugtbart samarbejde, der blev til udgivelsen Debut, der satte sig tungt på en hel ungdomsgeneration og radiostationerne med numre som "Human Behavior", "Play Dead", "Venus as a boy" og "Come to me". Siden har hun udsendt en række udfordrende albummer, men mest epokegørende er hendes vilje til at udforske sin egen musikalitet og både lyriske og musikalske grænser.

### Filmkarriere
Under flere store kontroverser medvirkede Björk i Lars von Triers musical Dancer in the Dark i 1999. Parret skændtes ofte – og Björk truede flere gange med at forlade produktionen, hvilket efter al sandsynlighed ville have sendt filmselskabet Zentropa i retning af konkurs. Björk vandt i 2000 Den Gyldne Palme ved Filmfestivalen i Cannes for sin rolle, men har siden udtalt at hun "aldrig mere vil lave film" – i hvert fald ikke med Lars von Trier. 
I 2005 medvirkede Björk i Drawing Restraint 9, en kunstfilm lavet af Matthew Barney, Björks daværende mand.

### Ricardo López
Den 12. september 1996 sendte López en brevbombe med svovlsyre, til Björks bopæl i London. Han optog en sidste videodagbog, hvor han forklarede sine motiver, og afsluttede den ved at filme sit selvmord med et skud i hovedet. Politiet i Hollywood fandt hans lig og videoerne fire dage efter hans død og kontaktede Scotland Yard, som lokaliserede bomben i et postsorterings-kontor i London. Pakken blev uskadeliggjort ved en kontrolleret sprængning, og Björk kom ikke til skade.

## Priser
- Nordisk Råds Musikpris (1997)
- Den Islandske Falkeorden, Ridder (1997)
- Cannes Film Festival, Best Actress Awards  (2000)
- Bodilprisen, bedste kvindelige hovedrolle (2001)
- Robertprisen, årets score (2001)
- Polarpriset (2010)

## Udgivelser (udvalgte)
- Björk (1977)
- Gling-Gló (1990)
- Debut (1993)
- Post (1995)
- Telegram (1996)
- Homogenic (1997)
- Selmasongs (2000)
- Vespertine (2001)
- Greatest Hits (2002)
- Medúlla (2004)
- Drawing Restraint 9 (2005)
- Volta (2007)
- Biophilia (2011)
- Vulnicura (2015)
- Utopia (2017)
- Fossora (2022)